# Glumsø Station
Glumsø Station er en jernbanestation på Sydbanen, der ligger i Glumsø i Næstved Kommune.
I 2020 blev stationen ombygget i forbindelse med, at Sydbanen mellem Ringsted og Næstved blev elektrificeret og fik opgraderet hastigheden. Der blev anlagt nye perroner, en gangbro med elevatorer og en ny forplads. Dertil kom en række arbejder på strækningen nord og syd for stationen med forlægning af tracéen, ombygning af broer og selve elektrificeringen. Som følge heraf var strækningen spærret for trafik fra 28. marts til 29. november, hvor togene var omlagt, og de lokale passagerer henvist til togbusser. Der var planlagt en indvielse af den ombyggede station 29. november 2020, men den måtte foregå virtuelt på grund af coronaviruspandemien.

## Antal rejsende
Ifølge Østtællingen 2008 var udviklingen i antallet af dagligt afrejsende:
| År   | Antal |
| ---- | ----- |
| 2003 | 430   |
| 2004 | 479   |
| 2005 | 373   |
| 2006 | 415   |
| 2007 | 395   |
| 2008 | 412   |